# Olegario Víctor Andrade (Misiones)

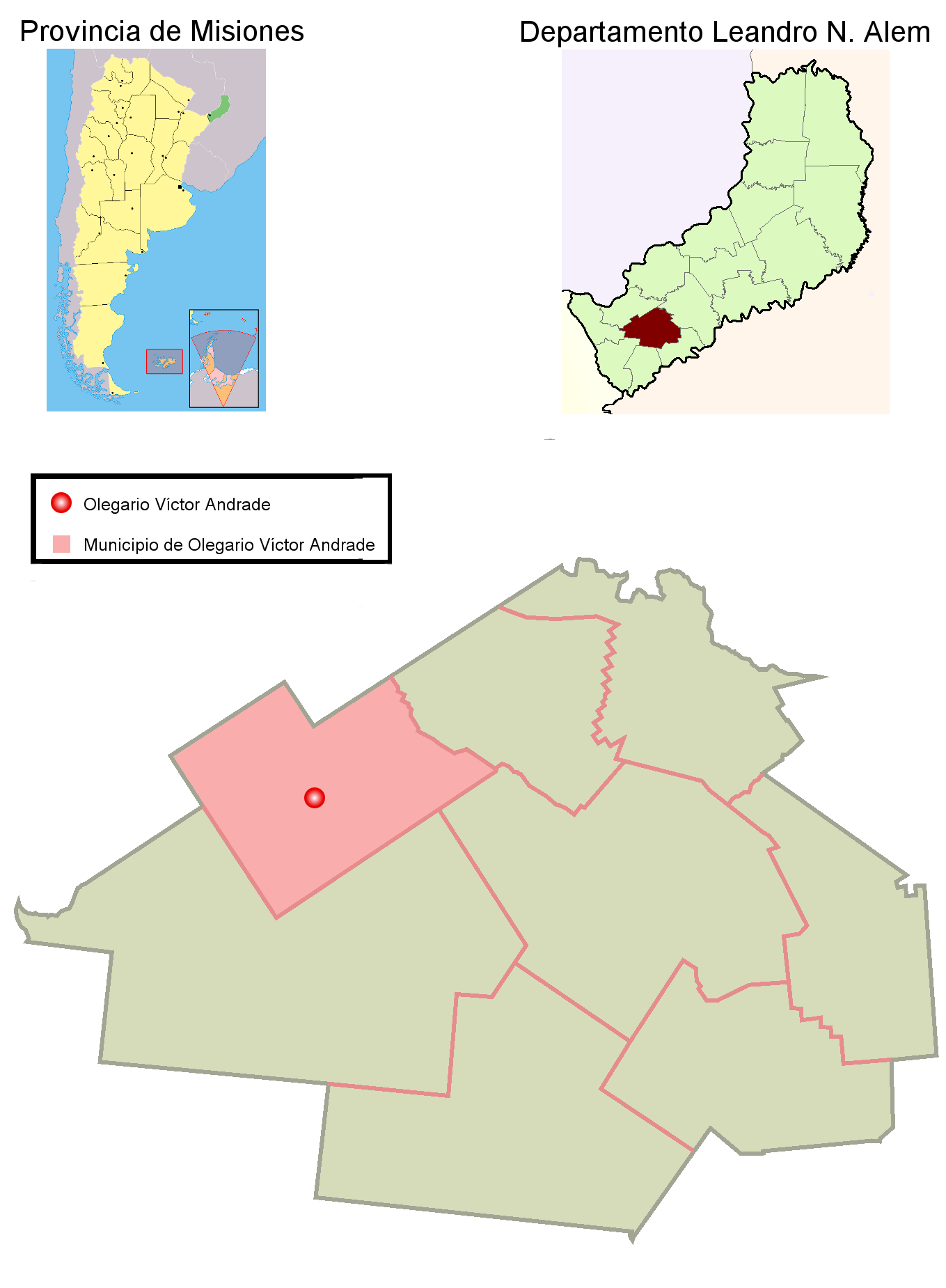
Área del municipio de Olegario Víctor Andrade en el departamento Leandro N. Alem.

Olegario Víctor Andrade es un municipio argentino de la provincia de Misiones, ubicado dentro del departamento de Leandro N. Alem. 
Se halla a una latitud de 27° 34' Sur y a una longitud de 55° 30' Oeste.
Su principal vía de acceso es la ruta Provincial 3, que la vincula al norte con Cerro Corá y al sur con Cerro Azul.
El municipio cuenta con una población de 1.454 habitantes, según el censo del año 2001 (INDEC).